# フルガローロ
フルガローロ（伊: Frugarolo）は、イタリア共和国ピエモンテ州アレッサンドリア県にある、人口約1,900人の基礎自治体（コムーネ）。

## 地理

### 位置・広がり
アレッサンドリーナ平野、オルバ川の右岸にある。
| 隣接するコムーネは以下の通り。 - アレッサンドリア - ボスコ・マレンゴ - カーザル・チェルメッリ - カステッラッツォ・ボルミダ |

### 地震分類
イタリアの地震リスク階級 (it) では、3 に分類される
。

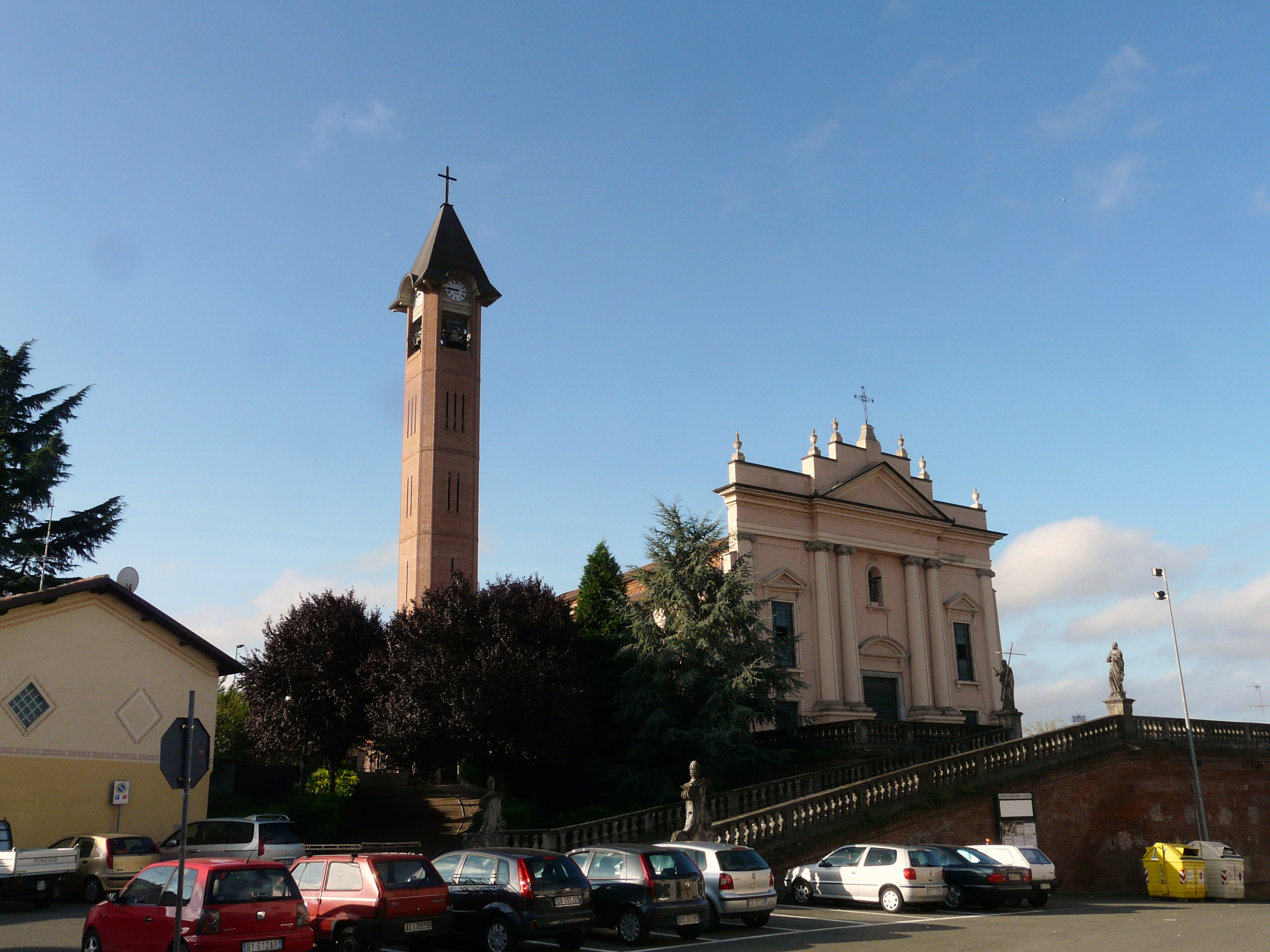
聖フェリチェ教会
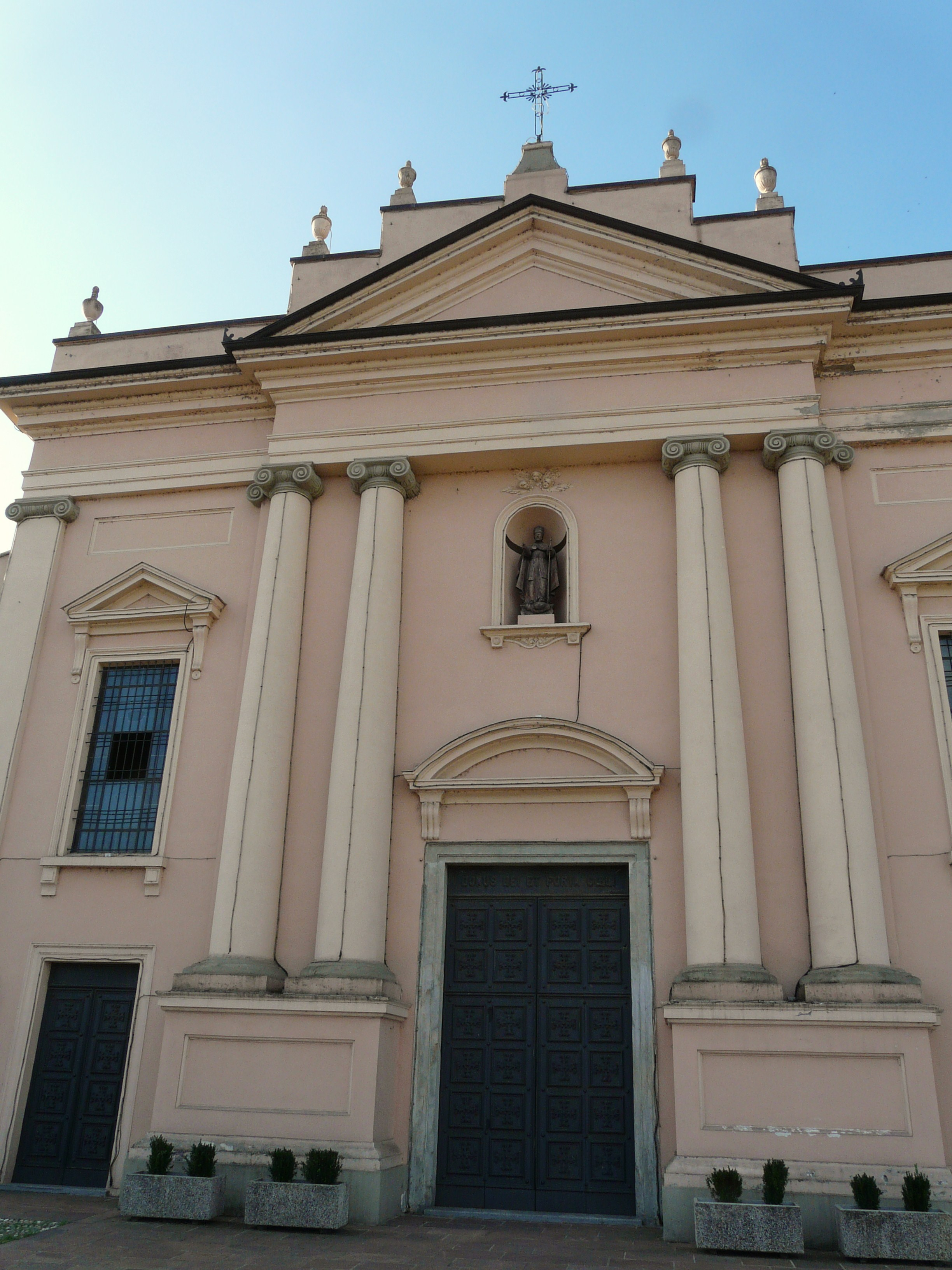
聖フェリチェ教会
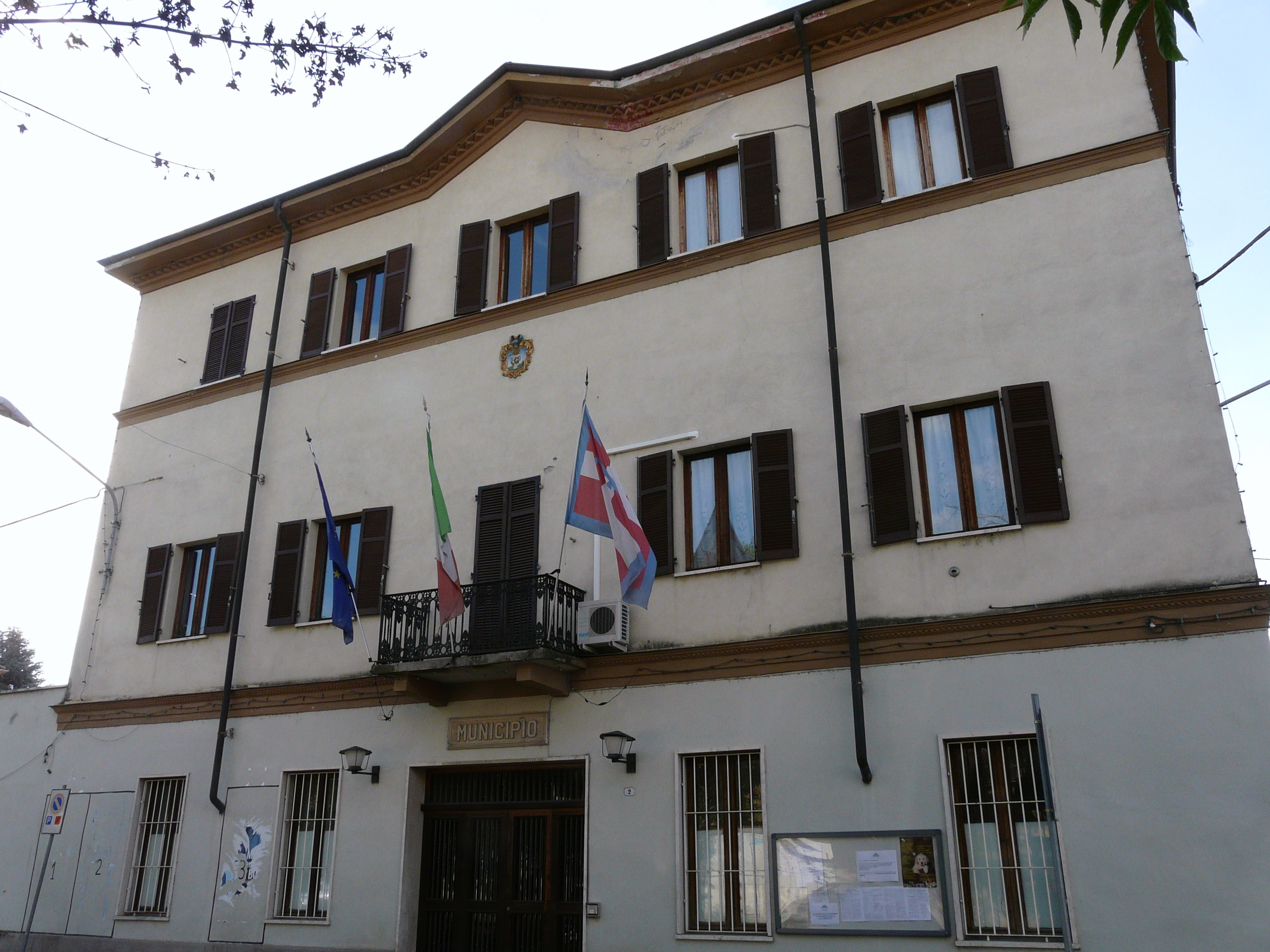
役場
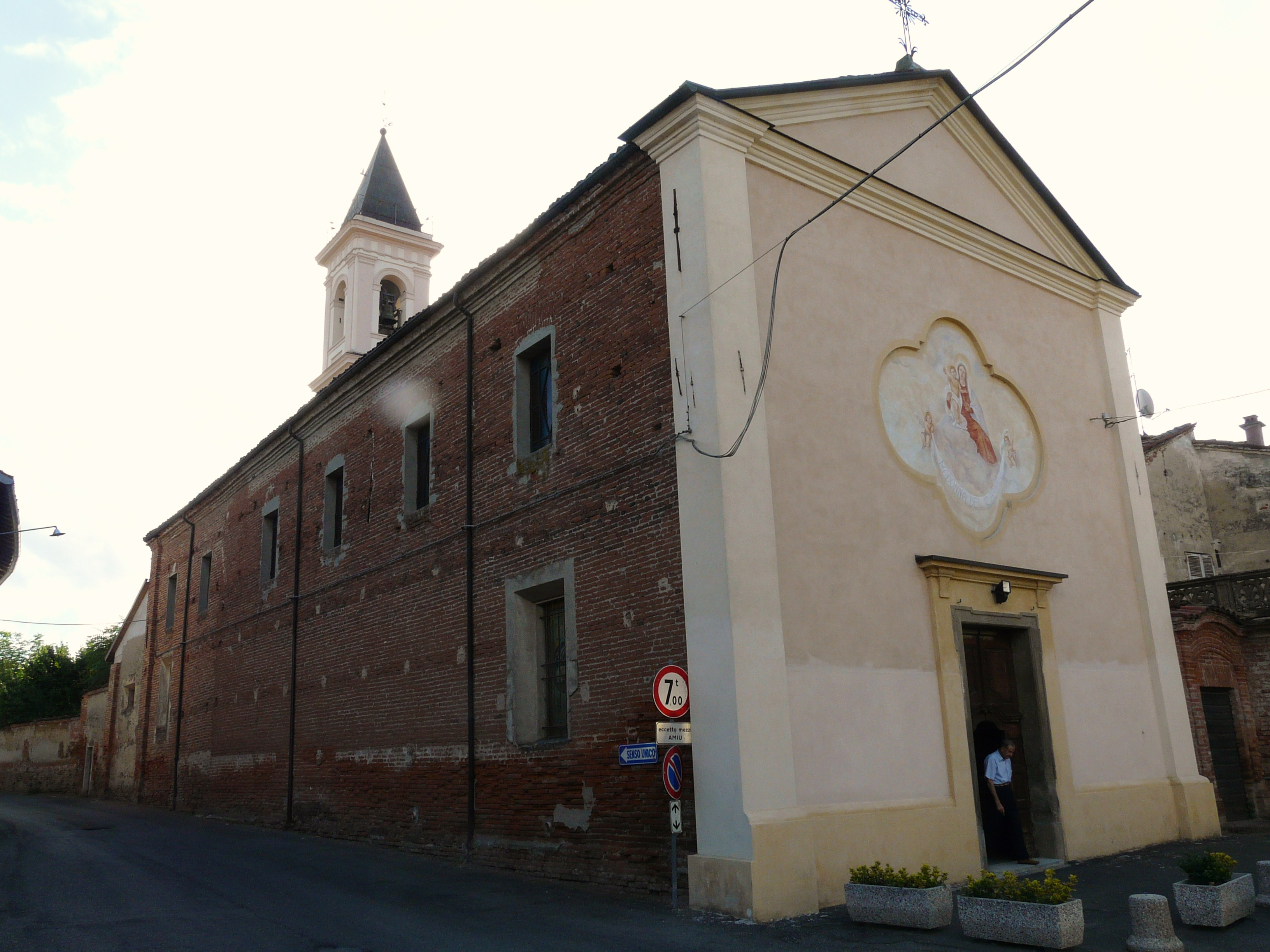
カルミネの聖母祈祷堂